# Uwielka
Uwielka – rzeka w Rosji, w obwodzie czelabińskim, lewy dopływ należącej do zlewni Irtysza rzeki Uj, do której wpada w położonym przy granicy z Kazachstanem mieście Troick. Wypływa nieopodal wsi Kundrawy i jeziora o tej samej nazwie w rejonie czebarkulskim na przedgórzu południowego Uralu, z jego wschodniej strony, i kieruje się na południowy wschód i południe.
Długość 234 km, powierzchnia dorzecza 5800 km², średni przepływ 4,30 m³/s, przy czym maksimum sięgające w niektórych latach 70 m³/s (średnia wieloletnia – z lat 1956–1989 – maksymalnego przepływu wynosi 28,6 m³/s) przypada zazwyczaj na kwiecień. Największym jej dopływem jest rzeka Kojełga, która wpada do Uwielki z lewej strony we wsi Kojełga.
Na rzece Uwielka wybudowana została zapora wodna (ukończona w 1952); znajdująca się przy niej osada przekształciła się w miasto Jużnouralsk (w wolnym tłumaczeniu „Południowy Uralsk”); powstałe powyżej sztuczne jezioro nosi nazwę „Jużnouralskiego” (Южноуральское водохранилище).